# De streken van tante Toets
De streken van tante Toets is een single uit 2005 van Coole Piet, een personage uit de Jetix-serie De Club van Sinterklaas, vertolkt door Harold Verwoert.
In het liedje dat tevens de beginmelodie van het gelijknamige televisieseizoen is wordt de verhaallijn van de huidige serie verteld. De tante van boeven uit eerdere reeksen, genaamd Toets van Truffelen, verstopt zich als verstekeling op de Pakjesboot van Sinterklaas en haalt allerlei nare streken uit met de Sint en zijn Pietenclub. Wasmiddel in de soep, gladde vloeren. Het refrein kent een algemene tekst: de allerbeste Pieten die Sinterklaas maar heeft beleven steeds weer een spannend avontuur.
Hoewel het onderwerp van het nummer een serieus karakter heeft is de melodie juist vrolijk neergezet in techno-stijl.
De brug heeft een ernstiger klinkend karakter. Zoals gewend is in de bijbehorende videoclip te zien hoe Pieten in kleurvolle kledij rond Coole Piet heen dansen terwijl de muzikale Piet zelf het verhaal zingend vertelt. De rol van tante Toets wordt vertolkt door actrice Maja van den Broecke. Pas tijdens de brug is Van den Broecke te zien. Coole Piet wordt omringd door danspieten die opeens hun hand gebold richting Coole Piet richten. In een magisch ogenblik is Coole Piet verdwenen en is in zijn plaats opeens Toets van Truffelen verschenen.
Tijdens de laatste twee refreinen danst Coole Piet echter weer vrolijk langs de grachten van het kasteel, om tante Toets na deze twee refreinen vervolgens toch nog weer afsluitend langs de grachten van het kasteel te zien dansen. Van den Broecke is in ieder geval in het jaar 2012 totdusver de laatste 'boef' die in een videoclip verschijnt. Haar voorganger was Peter de Gelder als Jacob (de neef van Toets) in De brieven van Jacob uit 2004. De muziek in de videoclip gaat zoals gewoonlijk weer gepaard met synchroon lopende montage en dansbewegingen.
De single die in 2005 werd uitgebracht bij het gelijknamige televisieseizoen De streken van tante Toets van de televisieserie De Club van Sinterklaas weet in week 49 (3 december) de nummer 1-positie in de Single Top 100 te bereiken. In de Top 40 nummer 11 op 26 november. De single stond maar korte tijd in de hitlijsten omdat het liedje aan een tijdelijk evenement, het Sinterklaasfeest, gebonden was. Op de achtergrond is zoals elk jaar een herkenbare zangeres te horen. De single werd geproduceerd door Jetix Consumer Products en uitgegeven door JMP Music. In 2009 werd er een remix gearrangeerd en uitgebracht op het album Diego's Coolste Hits.

## Nummers
1. "De streken van tante Toets"
2. "De streken van tante Toets" karaoke